# O Conquistador do Fim do Mundo
O Conquistador do Fim do Mundo foi um programa de televisão exibido no Brasil pelo SBT entre 12 de abril e 5 de julho de 2003. Foi apresentado por Celso Portiolli.

## Antecedentes

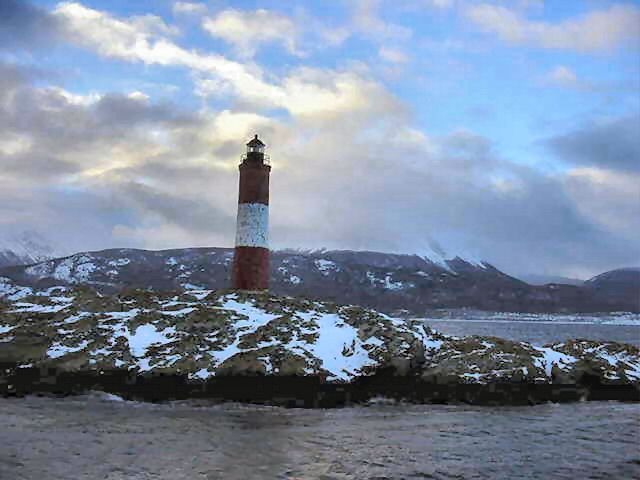
Farol onde se desenrolou a prova final, o farol do "fim do mundo".

A partir de novembro de 2002, o SBT começou a fazer em sua programação chamadas para a inscrição no programa. Além disso, o programa foi uma produção independente da Profilm, em parceria com todas as emissoras dos países participantes.
Os 14 participantes brasileiros viajaram para Argentina no dia 2 de fevereiro de 2003. Antes da corrida oficial, 2 participantes com menos resistência física de cada país eram eliminados e voltavam para casa.

## O Programa
O reality era uma competição entre cinco países (Brasil, Equador, Chile, EUA e México). Cada país era representado por uma equipe de 14 pessoas, sendo sete homens e sete mulheres. Antes de entrarem na competição, todos eles passaram por rigorosas baterias de testes de aptidão física, natação, corrida e esportes de aventura. Os competidores percorriam toda a região da Patagônia. O objetivo era conquistar a cidade de Ushuaia, capital da Terra do Fogo, conhecida como a “terra do fim do mundo”.
A cada programa, um participante era eliminado. Havia ainda disputas e votações para eliminação interna e entre equipes rivais: provas nacionais, das quais saía o líder de cada país, e as provas gerais, onde os times percorriam um trecho do percurso. A equipe que chegasse ao fim do trecho era a vencedora. A eliminação era simples, o líder do país indicava dois participantes para a assembleia, na qual o líder da equipe vencedora da prova geral (que permanecia com todos seus participantes) determinava quem voltava à competição e quem era eliminado de cada grupo. Os prêmios era uma pick-up e uma quantia em dinheiro durante 12 meses.

## Resultados
No primeiro programa, Julian Righetto venceu a competição, realizada em quatro etapas, e
sua primeira tarefa foi eliminar dois participantes do grupo, antes do 
início das provas internacionais. Ele escolheu Adriane Heinisch e Gustavo Fannucci para deixar o programa.
A melhor colocada entre os brasileiros do Reality Show "O Conquistador do Fim do Mundo" foi Lilia Godoi, professora de educação física e atleta de corrida de aventura, nascida em Niterói (RJ). Foi durante sua liderança que a equipe venceu a única etapa na disputa, a última, porém chegou em última colocada na prova que valia o título do programa. O vencedor geral foi Pablo Villegas, um chileno.

## Audiência
No Brasil, teve baixa audiência, uma vez que concorria diretamente com a novela das 21 horas da Rede Globo. Ainda assim, registrava entre 7 e 10 pontos no IBOPE, mesmo sendo exibido com legendas. No ano foi o maior faturamento da emissora, com as 5 cotas de patrocínio vendidas.
A partir de 27 de maio de 2003, o programa passou a ser exibido às 00:30.

## Críticas
Na época de exibição o jornalista José Armando Vannucci escreveu uma critica sobre o programa
| “ | O Conquistador do Fim do Mundo” chega em sua reta final. A equipe brasileira disputa agora quem será o nosso representante para a grande final, que acontecerá no início de julho. O reality show do SBT tinha tudo para ser sucesso, mas fracassou na audiência. Os episódios cheios (apresentado aos sábados) não conseguiram atingir os índices desejados, mas apresentam uma bela edição, ritmo acelerado e um cuidado em levar ao telespectador algo a mais do que a simples competição. Já o Diário de Bordo (edições diárias de 5 minutos) foi jogado para depois da linha de shows porque não registrava boa média e acabava prejudicando os programas noturnos do SBT. Surge então a pergunta: “Conquistador do Fim do Mundo é um fracasso? A respostá é não. O reality show é uma das melhores produções da TV no momento e só não deu certo por erro estratégico da emissora. O programa estreou justamente no auge da novela Mulheres Apaixonadas e bateu de frente com a trama que tinha como missão recuperar a audiência perdida pela Globo. Além disso, houve pouca divulgação de uma atração voltada para o público das classes A e B, que geralmente não acompanha a programação do SBT. As principais atrações da emissora não deram espaço suficiente para a promoção do reality show. Quando a Rede Globo estréia uma novela, programa, seriado ou minissérie investe pesado na divulgação. Artistas e participantes são escalados para o Domingão do Faustão ou Vídeo Show. Até mesmo o Jornal Nacional e o Fantástico realizam reportagens sobre os assuntos que estarão presentes na estréia. Portanto, se há algum erro é a falta de divulgação interna de “Conquistador do Fim do Mundo”. E não podemos deixar de destacar que, além de reality show, o programa aborda esportes, turismo e estilo de vida. Algo mais amplo do que vem entrando no ar na televisão brasileira. Em tempo: você ainda não assistiu ao Conquistador do Fim do Mundo, vale a pena, nem que seja para ver a paisagem da Patagônia, uma região diversa em seu ecossistema. | ” |

## Trilha Sonora
O SBT lançou na época um CD com a trilha sonora do programa.
1. O conquistador do fim do mundo
2. Tema de abertura - instrumental
3. Quero descobrir um novo mundo
4. Trajeto - instrumental
5. Hasta el fin del mundo
6. Alegria - instrumental
7. El conquistador del fin del mundo
8. Ação - instrumental
9. Quiero descobrir um nuevo mundo
10. Emoção e adrenalina
11. Viajero del amor
12. The conqueror